# 遠く離れた場所で feat. C
「遠く離れた場所で feat. C」は、Lily.の1枚目のシングル。客演のCはクレンチ&ブリスタのクレンチ。

## 収録曲
1. 遠く離れた場所で feat. C
作詞：Lily.,lil'showy,C
作曲・編曲：lil'showy
ポッキースペースシャワーTV バージョン CFソング
日本テレビ系『ハッピーMusic』7月POWER PLAY
レコチョクTV CMソング
2. SHOCK
作詞：Lily.,lil'showy
作曲・編曲：lil'showy
3. SPECIAL DAY
作詞：Lily.,lil'showy
作曲・編曲：lil'showy,MANABOON
4. 遠く離れた場所で feat. C (instrumental)